# Mireille Lemaresquier
Mireille Lemaresquier est une journaliste française, collaboratrice de Radio France.

## Biographie
Mireille Lemaresquier, née Heckenroth (Mireille, Isabelle) a fait ses études à l'Institut d'études politiques de Paris. Arrivée en 1971 à l'ORTF, elle travaille dès le début sur l'international. Elle est notamment correspondante de Radio France à Genève (dans les années 1980) et à Madrid (dans les années 1990). Pendant son séjour à Genève, elle écrit également des articles dans Le Monde diplomatique.
Elle est chef du service « monde » de France Info de 2001 à 2013, présidente de l'Association de la presse présidentielle de 2008 à 2011,.
Elle a également participé à l'émission mensuelle Paroles du monde sur la chaîne parlementaire Public Sénat, et a été lauréate du Grand Prix annuel de la Presse Etrangère 2009.

## Distinction
- Ordre national du Mérite : chevalier en 1994[5]
- Légion d'honneur : chevalier en 2006[6]

## Récompense
- 2009 : Grand Prix annuel de la Presse étrangère[4]